# Isola Srednij (Arcipelago di Sedov)
L'isola Srednij (in russo oстров Средний, ostrov Srednij; in italiano "isola di mezzo") è un'isola russa dell'arcipelago di Sedov che fa parte a sua volta dell'arcipelago di Severnaja Zemlja; si trova nel mare di Kara. Amministrativamente fa parte del Tajmyrskij rajon del Territorio di Krasnojarsk, nel Distretto Federale Siberiano.
Sull'isola c'è l'unico aeroporto dell'arcipelago di Severnaya Zemlya, con annessi edifici e depositi di carburante. Attualmente,  quasi tutte le spedizioni scientifiche e turistiche hanno inizio da qui. Nel 2005, ad esempio partì da qui la prima spedizione russa al Polo Nord in mongolfiera (la «Святая Русь»), guidata da Valentin Efremov. Sull'isola c'è un museo sulle spedizioni e la scoperta dell'arcipelago di Severnaya Zemlya.

## Geografia
Srednij si trova nella parte occidentale dell'arcipelago di Sedov. Vicino alla sua punta ovest, capo Dvojnogo (мыс Двойного; in italiano "capo doppio"), una striscia di sabbia di circa 1 km la collega all'isola Golomjannyj. A sud della parte centrale, separata dallo stretto di Sergej Kamenev (пролив Сергей Каменев), a una distanza di 800 metri si trova la piccola isola Domašnij. A nord della sua parte orientale, la penisola Otdel'nyj (полуостров Отдельный; in italiano "separata"), alla distanza di 250 m c'è l'isola Strela, mentre alla sua estrema punta est, capo Janovskogo (мыс Яновского), c'è l'isola Figurnyj.
L'isola è lunga 24 km, da capo Dvojnogo a capo Janovskogo, ed è larga da 1,3 a 0,5 km; è relativamente piatta, con un'altezza di 20–30 m e  di 13–15 m sulla penisola.